# Brahmina pseudobrunneosparsa
Brahmina pseudobrunneosparsa är en skalbaggsart som beskrevs av Keith 2008. Brahmina pseudobrunneosparsa ingår i släktet Brahmina och familjen Melolonthidae. Inga underarter finns listade.